# Braulio Barbosa de Lima
Braulio Barbosa de Lima, conocido deportivamente como Braulio, (Porto Alegre, 4 de agosto de 1948) es un exfutbolista y entrenador brasileño, que jugaba de mediocampista y que militó mayoritariamente, en diversos clubes de Brasil y en uno de Chile (único país donde jugó en el extranjero y donde además, fue el país donde terminó su carrera como jugador).

## Clubes
| Club                 | País   | Año       |
| -------------------- | ------ | --------- |
| Internacional        | Brasil | 1965-1973 |
| Coritiba             | Brasil | 1973      |
| América (RJ)         | Brasil | 1974-1976 |
| Botafogo             | Brasil | 1977-1978 |
| Coritiba             | Brasil | 1979      |
| Universidad de Chile | Chile  | 1980-1981 |